# Proca

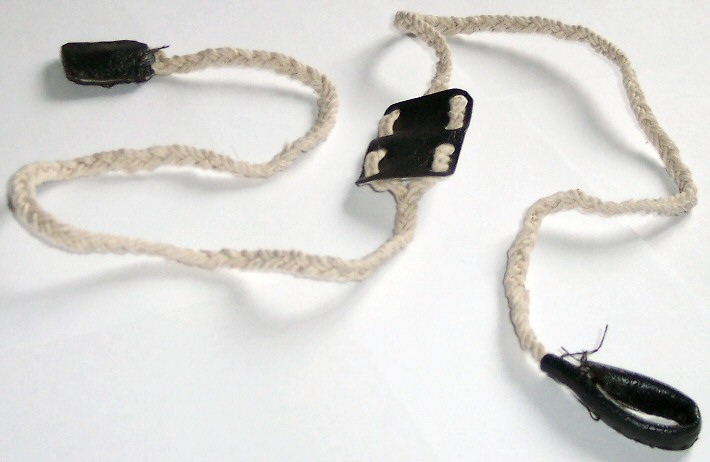
Współcześnie wykonana proca

Ilustracja metody miotania przy użyciu procy

Proca – historyczna broń miotająca, złożona ze sznura lub rzemienia, w którego środku długości umieszczone jest miseczkowate gniazdo na pocisk, wykonane ze skóry lub tkaniny. 
Wykonywano ją też z rozdwojonego patyka i sznura. Miotano kamieniami lub pociskami z suszonej gliny albo odlewanymi z ołowiu. Dla wyrzucenia pocisku należy trzymać końce sznurka w jednej ręce, nadając coraz szybszy ruch wirowy. Przy odpowiednich obrotach należy wypuścić z ręki jeden koniec sznura, uwalniając w ten sposób pocisk. Celne miotanie z procy wymaga dużego doświadczenia i wyczucia. Obecnie spopularyzowaną procę jest broń działająca na innej zasadzie – proca neurobalistyczna.
Wzmianki historyczne, potwierdzone współczesnymi rekordami Guinnessa, opisują procę jako broń o potężnym zasięgu (ponad 400 m) i śmiertelnej sile rażenia. 
W pewnych warunkach możliwe jest skuteczne miotanie z procy nawet przy wykorzystaniu pojedynczego obrotu. Obrót pojedynczy lub wielokrotny służy jedynie do napięcia linek i przygotowania się do momentu rzutu, a nie do nadania ostatecznej prędkości wylotowej pocisku. Wstępne obroty (obrót) wcale nie muszą być bardzo szybkie. Decydujący jest ostatni fragment obrotu (ok. 150 stopni), w którym miotacz gwałtownie przyspiesza procę, na podobnej zasadzie jak przy rzucaniu „zza siebie” długiego kijka/pałki trzymanego za jeden koniec albo jak przy wyrzucaniu oszczepu za pomocą miotacza. 
Nie jest to jedynie bierne wypuszczenie jednego z wirujących sznurków, ale dynamiczna akcja całego ciała, która towarzyszy każdemu zwykłemu rzutowi, np. kamieniem, oszczepem, piłeczką itp. Ramię miotacza (a właściwie jego całe ciało) jest trochę jak ramię trebusza, które napędza zawieszoną – początkowo pod kątem, a ostatecznie prawie wyprostowaną – procę.

## Historia
Proca była jedną z najstarszych historycznych broni miotających i najłatwiejszą do wykonania. Używana była jako broń myśliwska i bojowa przynajmniej od okresu neolitu do XVI wieku. Różne odmiany procy, wykonywane z różnych materiałów, znane były praktycznie we wszystkich rejonach świata poza Australią, aczkolwiek nie we wszystkich były szeroko używane. Proca raczej nie była stosowana w rejonach, gdzie upowszechnił się łuk (z wyjątkiem Asyrii).   
Dawne proce z reguły nie zachowały się do chwili obecnej z uwagi na nietrwałość materiałów, lecz mimo to najstarszy egzemplarz znaleziono w Egipcie w grobowcu Tutenchamona (XIV w. p.n.e.). Proce były szeroko używane w starożytności w całym basenie Morza Śródziemnego. Najbardziej znane użycie procy - pokonanie wojownika Goliata przez pasterza Dawida celnym rzutem z procy, zostało opisane w Biblii (I Księga Samuela, napisana ok. VII/VI w. p.n.e. i odnosząca się do wydarzeń z ok. X w. p.n.e.). Oddziały procarzy były następnie używane m.in. w armii rzymskiej. Najsłynniejszymi procarzami, już w starożytności znanymi ze swoich umiejętności, byli mieszkańcy Balearów, służący m.in. w armii kastylijskiej. Proca była  używana także w średniowieczu, chociaż w bardziej ograniczonym zakresie od pojawienia się kusz. Używały jej także ludy Ameryki Południowej. Ostatnie zanotowane użycie proc na większą skalę nastąpiło w 1572 podczas bitwy z hugenotami pod Sancerre. Później proca została wyparta przez doskonaloną broń palną i jako broń była wykorzystywana sporadycznie. Nietypowym użyciem było użycie proc do miotania małych granatów ręcznych podczas hiszpańskiej wojny domowej w latach 30. XX wieku.